# Meubelia gracilis
Meubelia gracilis är en insektsart som beskrevs av Willemse, C. 1932. Meubelia gracilis ingår i släktet Meubelia och familjen Pyrgomorphidae. Inga underarter finns listade i Catalogue of Life.